# Sphyraena forsteri
Sphyraena forsteri – gatunek ryby okoniokształtnej z rodziny barrakudowatych (Sphyraenidae).

## Występowanie
Gatunek ryby morskiej występującej w wodach w Oceanu Spokojnego od wybrzeży Japonii na północy do Nowej Kaledonii na południu oraz w Oceanie Indyjskim od wschodniej Afryki do południowo-wschodniej Azji. Pływa zwykle w okolicy raf koralowych do głębokości 300 m.

## Charakterystyka

### Morfologia
Średnio osiąga około 50 cm długości, jednak największy osobnik miał 92,3 cm długości i masę 4,1 kg. Zazwyczaj jest ciemna od strony grzbietu oraz srebrzysta od spodu. Ma duże oczy. Jej płetwa piersiowa ma czarną kropkę u nasady, a jej płetwa grzbietowa ma białą końcówkę.

### Dieta
Jest aktywna nocą. Poluje na mniejsze ryby. Żywi się również krewetkami oraz kałamarnicami.